# فاغوس

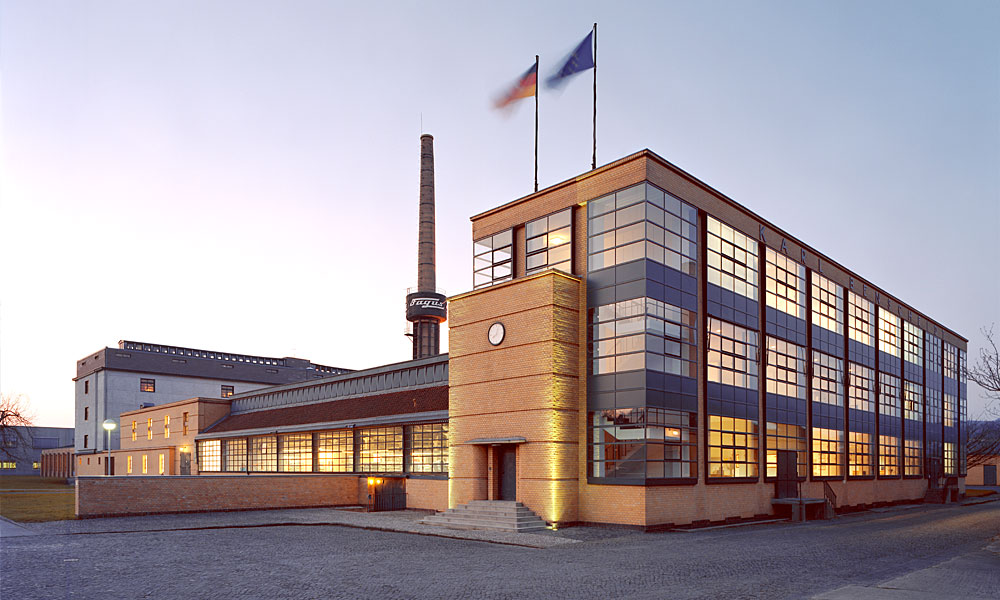
مصنع فاغوس

مصنع فاجوس، هو مصنع أحذية يقع في مدينة ألفيلد على نهر لاين، بولاية ساكسونيا السفلى، بألمانيا، وهو مثال مهم على العمارة الحديثة المبكرة. صمم والتر غروبيوس وأدولف ماير المصنع بتكليف من المالك كارل بينشيدت الذي أراد بناء هيكل جذري للتعبير عن انفصال الشركة عن الماضي. بني بين عامي 1911 و1913، وتم الانتهاء من الإضافات والديكورات الداخلية في عام 1925. أدرج المصنع كموقع للتراث العالمي لليونسكو منذ عام 2011 بسبب تأثيره في تطوير العمارة الحديثة والتصميم المتميز.